# Rock Estrela
Rock Estrela é um filme brasileiro do ano de 1986, do gênero musical, dirigido por Lael Rodrigues.
Rock Estrela é o segundo de uma trilogia de filmes dirigidos por Lael Rodrigues compõem o que atualmente é chamado de "Trilogia do Rock Brasileiro dos Anos 80". Os outros dois filmes são: “Bete Balanço” (1984), e “Rádio Pirata” (1987). Os três filmes foram de grande sucesso, particularmente entre adolescentes, e são notáveis por suas trilhas sonoras repletas de artistas e bandas de rock e new wave populares na época.
De acordo com a ANCINE, o filme teve 1.192.604 espectadores, o que lhe coloca na seleta Lista de filmes brasileiros com mais de um milhão de espectadores.

## Elenco
| Ator             | Personagem            |
| ---------------- | --------------------- |
| Diogo Vilela     | Roque                 |
| Leo Jaime        | Luis Otávio (Tavinho) |
| Malu Mader       | Graziela              |
| Vera Mossa       | Vera                  |
| Andréa Beltrão   | Mary Louca            |
| Guilherme Karan  | Rubinho               |
| Tim Rescala      | Carlos                |
| Celso Blues Boy  | Ele mesmo             |
| Paulo Ricardo    | Ele mesmo             |
| Supla            | Ele mesmo             |
| Fito Páez        | Ele mesmo             |
| Virginie Boutaud | Ela mesma             |

## Trilha sonora
Rock Estrela: Trilha Sonora Original é a trilha sonora do filme Rock Estrela, lançado em 1985 pela gravadora Epic Records. Inclui canções de Tokyo, RPM, Metrô, entre outros.

### Faixas
| Lado A |                               |                   |         |  |
| N.º    | Título                        | Intérprete(s)     | Duração |  |
| 1.     | "Rock Estrela"                | Léo Jaime         | 4:08    |  |
| 2.     | "Polígama"                    | Adriana Riemer    | 2:46    |  |
| 3.     | "O Tal Poder"                 | Tokyo             | 3:30    |  |
| 4.     | "Dengosa"                     | Front             | 3:48    |  |
| 5.     | "Taca A Mãe Pra Ver Se Quica" | Dr. Silvana & Cia | 3:11    |  |

| Lado B |                    |                       |         |  |
| N.º    | Título             | Intérprete(s)         | Duração |  |
| 6.     | "Johnny Love"      | Metrô (Ft. Leo Jaime) | 4:41    |  |
| 7.     | "Olhar 43"         | RPM                   | 3:04    |  |
| 8.     | "Mal Necessário"   | Xarada                | 3:55    |  |
| 9.     | "24 Horas No Ar"   | Omar e Os Cianos      | 4:24    |  |
| 10.    | "Amor Descartable" | Virus                 | 3:31    |  |